# 2019冠状病毒病德国疫情
2019冠状病毒病德国疫情，介绍在2019冠狀病毒病疫情在德国的情况，若无特殊注明，本条目中所有日期均为2020年。
疫情最早于中国湖北省武汉市爆发，1月27日，巴伐利亚确诊了首宗病例，冠状病毒病疫情蔓延到德国。1月和2月初的大部分病例来自巴伐利亚州的伟博思通（Webasto）总部。2月25日至26日，随着意大利的疫情爆发，在巴登-符腾堡州发现了多起与之有关的病例。而其他与意大利疫情无关的确诊病例则发生在多个地区，包括巴登-符腾堡州、北莱茵-威斯特法伦州以及莱茵兰-普法尔茨州。而海因斯贝格县形成的一个特定的群发性感染则与冈格尔特狂欢节有关。
BioNTech –辉瑞COVID-19疫苗的疫苗接种于2020年12月26日开始。为了批评这种疫苗和莫德納COVID‑19疫苗的采购缓慢，卫生部回应了这一点，指出了通过欧盟订购疫苗的优势。 它预计，到2021年第一季度，两家供应商将总共提供1300万剂。 根据罗伯特·科赫研究所（RKI）的数据，到2021年3月30日（含），已经有9,216,487人接受了两次所需的疫苗接种中的第一剂，并已经有3,961,165人接受了第二剂 。

## 时间线

2020年2月27日至2020年3月22日期间的疾病传播情况

1月28日，根據《明鏡周刊》報導，德國巴伐利亞衛生部舉行記者會，確認州內施塔恩貝格縣出現首宗嚴重急性呼吸綜合症冠狀病毒2型病例。 患者為一名33歲男子，在施塔恩貝格一間汽車零件供應商工作，未曾到過中國大陸，現正接受醫學監察及隔離。該男子遭一名上週曾到德國的中國女同事傳染，二人曾於21日共同參與一場會議，其後該女子在23日的返國飛機上感到不適。 據悉該名女同事曾在上海，與來自武漢的父母見面。 這是歐洲確認的首宗人傳人案例。
同日晚間，通報與首宗個案同公司工作的3人亦確診感染嚴重急性呼吸綜合症冠狀病毒2型，累計個案增至4宗。
1月30日，確認同公司再多1宗確診個案，累計個案增至5宗。翌日，確認此病例的1名子女亦感染新型冠状病毒，為全國第6宗確診個案。
2月1日，確認同公司再多1宗確診個案，累計個案增至7宗。稍後又確認同公司再多1宗確診個案，累計個案增至8宗。
2月2日，在從中國武漢撤僑班機乘客中確認2宗感染個案，累計個案增至10宗。
2月4日，德國新增第11起及第12起確診病例，第11起病例患者是第2起病例患者的小孩，第2起病例是偉巴斯特汽車零件公司員工，他的2個小孩確診罹患新型冠状病毒感染的肺炎，第12起病例患者也是偉巴斯特員工。目前為止，巴伐利亞州共出現10起確診病例，其中8起的患者是偉巴斯特員工，另2起是其中一名員工的孩子。
2月6日，德國新增1例確診病例，是巴伐利亞偉巴斯特汽車零件公司員工的太太。除了這位患者之外，該公司另有8名員工、2名員工的孩子確診。
2月7日，德國新增1例確診病例，累計個案增至14宗。新增是巴伐利亞偉巴斯特汽車零件公司員工的太太。除了這位患者之外，該公司另有8名員工、3名員工的家属確診。
2月23日到2月27日为止，德国新增12例确诊嚴重急性呼吸綜合症冠狀病毒2型感染病例，累计26宗，该国政府警告疫情可能大流行。
2月28日，德国罗伯特·科赫研究所（简称RKI）的官员在新闻发布会上表示，德国新增27起嚴重急性呼吸綜合症冠狀病毒2型确诊病例，累计达53例。
2月28日下午，德国北莱茵兰-威斯特法伦州卫生部长宣布该州当天新增15例病例，这15例均来自该州首例患者的家乡。媒体报道称北威州目前1000多人被隔离。同一天，德国巴登-符腾堡州宣布再添两例确诊患者。到目前为止，德国累计确诊病例已经达62例。
根据德国疾病防控机构罗伯特·科赫研究所最新公布的数据显示，截止2月29日上午10时，德国共确诊66例嚴重特殊傳染性肺炎感染病例。综合德国媒体报道，截止目前，在德国北莱茵-威斯特法伦州另有约2000人因曾与确诊患者有接触被居家隔离。
综合德国“时代”在线等媒体报道，截至2月29日晚20时，德国确诊病例已升至102人，其中近40病例是在一天内暴增，其中，疫情最严峻的是北威州，一共有约60病例，当中有1名幼儿园保育员确诊，并感染到同幼儿园4名儿童确诊。值得注意的是，由于目前德国联邦卫生部已将每日发布最新确诊人数信息的权限移交至罗伯特·科赫研究所，上述确诊人数还有待该所3月1日最终确认。
根据德国疾病防控机构罗伯特·科赫研究所最新公布的数据显示，截止3月1日上午10时，德国新增51例，累计确诊117例嚴重特殊傳染性肺炎感染病例。 
柏林卫生部门将在3月2日中午召开记者发布会，对新增病例以及疫情相关的最新进展进行通报。截至3月2日，德国境内嚴重特殊傳染性肺炎确诊病例累计增至130例。 
德国罗伯特·科赫研究所官网3月2日发布消息称，德国嚴重特殊傳染性肺炎确诊病例已增至150例。据报道，超过一半的病例(86例)出现在德国人口最多的州——北莱茵-威斯特法伦州的西部地区。为了防止疫情扩散，该州的几所学校和日托中心将于3月2日关闭。 
3月1日17:00至3月2日17:00，驻法兰克福总领馆领区新增12例嚴重特殊傳染性肺炎确诊病例。其中，黑森州2例。1例为韦茨拉尔市一名52岁男子，曾赴意大利伦巴第大区旅游，目前尚无症状。1例为兰佩特海姆市一名42岁女子，疑在北威州海因斯贝格县被感染。截至目前，德国确诊病例已达157例。
根据德国疾病防控机构罗伯特·科赫研究所最新公布的数据显示，截止3月3日上午10时，德国共确诊188例嚴重特殊傳染性肺炎感染病例。其中，仅西部的北莱茵-威斯特法伦州就累计确诊101例。此外，勃兰登堡州、萨克森州和图林根州这3个新联邦州也首次出现了嚴重急性呼吸綜合症冠狀病毒2型肺炎感染者。至此，德国全境仅剩西部的萨尔州，东部的梅克伦堡-前波美拉尼亚州和萨克森-安哈尔特州未出现确诊病例。罗伯特·科赫研究所2日已宣布将嚴重特殊傳染性肺炎疫情对德国人口健康的风险等级上调为中等。
据德国疾病防控机构罗伯特·科赫研究所3月4日公布的数据，德国嚴重特殊傳染性肺炎确诊病例上升至240例，较前一天增长44例。该所截至4日10时公布的数据显示，德国境内已报告240例确诊病例。西部的北威州仍为该国确诊人数最多的联邦州，共有111人确诊。随着疫情的发展，继全球最大旅游展柏林ITB日前宣布今年将停办后，3月中旬开幕的德国第二大书展莱比锡书展亦被取消。从3月至4月初，德国已有近10项大型展会被取消或延后。同日德國宣佈禁止出口医用口罩，結果導致德国海关拦截了24万只瑞士进口的防护口罩，瑞士方面紧急召见德国大使表示抗议德國出口禁令，要求德方立即放行。
3月5日17时公布的统计数据，截至3月5日17时，德国已累计确诊嚴重特殊傳染性肺炎患者达到500例。较前一日新增149例。。同日稍晚，德国再新增45例嚴重特殊傳染性肺炎患者，累计嚴重特殊傳染性肺炎患者达545例，比前一日新增184例。。德国卫生部长施潘周三已在德国联邦议会上表示：疫情已经抵达德国，但“传播高峰还没有到来”。他强调，迄今为止，德国有关机构基本能做到对感染者进行隔离、阻断传染链。。
3月6日20时的数据显示，德国已累计确诊新型冠状病毒692例，12小时内新增113例。另就德国当地媒体报道，德国出现了第一例危重患者。该患者目前在明斯特大学医院重症监护室，情况很差。
德国疾控机构最新公布的数据显示，截至3月7号15时，德国累计嚴重特殊傳染性肺炎确诊病例升至795例，较前一日增加156例。目前尚无死亡病例。。
据德国联邦疾控机构罗伯特·科赫研究所公布的数据，截止当地时间3月8日上午8时，德国嚴重特殊傳染性肺炎确诊病例已增至847例。据罗罗伯特·科赫研究所指出，其中392例病例，出现在德国西部的北莱茵-威斯特法伦州。。
德国疾控机构罗伯特·科赫研究所公布的最新数据显示，截至当地时间3月8日15时，德国累计确诊嚴重特殊傳染性肺炎病例升至902例，较前一日增加107例。
其中，德国北威州、巴符州和巴伐利亚州疫情严重，累计确诊病例分别为398例、182例和172例。首都柏林累计确诊病例为40例。。
据德国疾病防控机构罗伯特·科赫研究所3月9日公布的数据，截至当地时间3月9日8时，德国嚴重特殊傳染性肺炎确诊病例上升至1112例。。
截至当地时间3月11日下午18时，德国确诊嚴重特殊傳染性肺炎患者达1900人。10日当天新增确诊病例超过300人。到目前为止，德国因嚴重特殊傳染性肺炎死亡3人。德丙聯賽被迫推遲舉辦。
据德国疾控机构罗伯特·科赫研究所的数据显示，截至当地时间3月12号，德国确诊嚴重特殊傳染性肺炎病例累计2750例，死亡病例6例.确诊病例较前一日新增800余例，其中新增死亡病例3例。
据德国疾控机构罗伯特·科赫研究所的数据显示，截至当地时间3月13号13时，德国确诊嚴重特殊傳染性肺炎病例累计3116例，死亡病例6例.确诊病例较前一日新增366例，
据德国疾控机构罗伯特·科赫研究所的数据显示，截至当地时间3月14日0时，德国确诊嚴重特殊傳染性肺炎病例累计3621例，死亡病例8例.德乙联赛汉诺威96俱乐部出現队内传染，中后卫许布斯和后卫霍恩以及纽伦堡1球员相繼感染嚴重急性呼吸綜合症冠狀病毒2型。
德国疾控机构罗伯特·科赫研究所截至3月15日0时的统计显示，德国嚴重特殊傳染性肺炎感染者已达4585人，其中9人死亡。同日德国政府日宣布，将从16日上午8时起，加强对奥地利、瑞士、法国、卢森堡和丹麦五国的边境管控。如无合理原因，将不再允许旅行进出，但货运交通和跨境工作通勤不受边控影响。
德国疾控机构罗伯特·科赫研究所截至3月16日0时的统计显示，德国嚴重特殊傳染性肺炎感染者已达5813人，其中13人死亡。
德国疾控机构罗伯特·科赫研究所截至3月17日0时的统计显示，德国嚴重特殊傳染性肺炎感染者已达7174人，其中14人死亡。较前一日新增1361例嚴重特殊傳染性肺炎确诊病例，其中新增一例死亡病例。3月17日单日新增幅度为本次疫情事件最大幅度增幅。
据德国电视一台报道，根据美国约翰斯·霍普金斯大学数据，截至3月17日21时，德国共确诊9257例嚴重特殊傳染性肺炎感染病例，其中死亡病例24例。德国疾病防控机构罗伯特·科赫研究所17日宣布，正式将该国嚴重特殊傳染性肺炎疫情的风险评估等级上调为“高”。该研究所所长洛塔尔·威勒在当天召开的新闻发布会上表示，疫情可能会持续两年之久。同時德国政府宣佈從海外撤回上萬外國僑民並對國內公民发出出國旅行警告。
截至当地时间3月18日下午14时，德国确诊嚴重特殊傳染性肺炎患者达10,082人。较前一日21时新增确诊病例825人。到目前为止，德国因嚴重特殊傳染性肺炎死亡27人。
据德国《柏林晨邮报》报道，德国嚴重特殊傳染性肺炎确诊病例已突破1万例。另据美国约翰斯·霍普金斯大学最新发布的数据显示，德国累计确诊嚴重特殊傳染性肺炎病例12327例，死亡28例，治愈105例。德国成为全球第5个确诊人数破万国家。
截至当地时间3月19日，德国确诊嚴重特殊傳染性肺炎患者达15，320人。较前一日21时新增确诊病例2993人。到目前为止，德国因嚴重特殊傳染性肺炎死亡44人。
据美国约翰斯·霍普金斯大学发布的实时统计数据显示，截至当地时间3月20日，德国累计确诊嚴重特殊傳染性肺炎病例达19848例，死亡病例为67例。当天巴伐利亚州州长宣布该州居民未来14天若无正当理由不得出门。
截至当地时间3月22日上午10时，德国确诊嚴重特殊傳染性肺炎患者达22530人，因嚴重特殊傳染性肺炎死亡84人。
截至当地时间3月23日上午10时，德国确诊嚴重特殊傳染性肺炎患者达24873人，因嚴重特殊傳染性肺炎死亡94人。德國宣佈公共场所禁止2人以上聚集。
截至当地时间3月23日22时，德国嚴重特殊傳染性肺炎确诊病例增至28729例 累计112人死亡，根据德国16个联邦州卫生部门发布的数据，截至23日22时，德国境内确诊嚴重急性呼吸綜合症冠狀病毒2型感染者28729人，112人死亡。
截至当地时间3月24日上午12时，德国确诊嚴重特殊傳染性肺炎患者达30150人。到目前为止，德国因嚴重特殊傳染性肺炎死亡130人。
约翰斯·霍普金斯大学实时统计数据显示，截至当地时间3月25日上午10时，德国嚴重特殊傳染性肺炎累计确诊病例超过3万例，达32986例。德国因嚴重特殊傳染性肺炎死亡159人。德国成为全球第5个累计确诊病例突破3万的国家。
约翰斯·霍普金斯大学实时统计数据显示，截至当地时间3月26日左右，德国嚴重特殊傳染性肺炎累计确诊病例37323例，其中死亡病例206例。
约翰斯·霍普金斯大学实时统计数据显示，截至当地时间3月27日左右，德国嚴重特殊傳染性肺炎累计确诊病例43938例，其中死亡病例267例。
据德国“时代在线”报道，截至3月27日22时31分，德国境内共确诊感染50871人，平均每一万人中有6.1人被确诊；治愈3144人，死亡351人。
据德国媒体报道，截至当地时间27日晚22时许，德国确诊感染嚴重特殊傳染性肺炎人数已达50871人。当天，德国1560亿欧元的经济纾困计划在经总统签署并在联邦法律公报刊登后正式生效，发放给受疫情影响的企业和个人的首批援助资金将在4月1日左右到位。
约翰斯·霍普金斯大学实时统计数据显示，截至3月30日，德国累计确诊病例62774例，死亡544例。德国多地养老院出现集体感染。下萨克森州沃尔夫斯堡市一家养老院29日新增3例嚴重特殊傳染性肺炎死亡病例，累计死亡病例15例。据报道，该市共有145名确诊患者，其中多数为该养老院的老人。
约翰斯·霍普金斯大学实时统计数据显示，截至柏林时间3月31日，德国嚴重特殊傳染性肺炎确诊病例65235例；累计死亡病例648例；累计康复人数17005人。
约翰斯·霍普金斯大学实时统计数据显示，截至柏林时间4月1日，德国嚴重特殊傳染性肺炎确诊病例71961例；累计死亡病例778例；累计康复人数17880人。同日德國耶拿宣佈，將於一周後開始要求所有市民在購物和使用公共交通時必須佩戴口罩或是用圍巾等織物遮住口鼻。德国总理默克尔宣布，全國限制公众出行的禁令延长至4月19日。
约翰斯·霍普金斯大学实时统计数据显示，截至柏林时间4月2日，德国嚴重特殊傳染性肺炎确诊病例78284例；累计死亡病例928例；累计康复人数21769人。
据约翰·霍普金斯大学实时数据显示，截至当地时间4月3日，德国嚴重特殊傳染性肺炎累计确诊病例已达84788例，累计死亡病例1107例，德国成为确诊病例全球第四多的国家。
据德国《每日镜报》实时统计数据显示，截至当地时间4月4日，德国累计确诊嚴重特殊傳染性肺炎91159例，较前一天新增6370例；累计死亡1275例，较前一天新增166例；累计治愈23800人，较前一天新增2400人。
据德国《每日镜报》报道，截至4月4日晚，德国共确诊95648人、治愈26400人、死亡1428人。其中，4月1-3日期间，每日新增确诊人数都在六千以上。
据美国约翰·霍普金斯大学实时统计数据显示，截至4月5日晚，德国嚴重特殊傳染性肺炎累计确诊病例超过10万例，达到100024例。其中死亡1584例。
据德国《每日镜报》实时统计数据显示，截至4月7日，德国累计确诊嚴重特殊傳染性肺炎103375例，较前一天新增3243例；累计死亡1810例，较前一天新增226例；累计治愈28700人。
据德国《每日镜报》实时统计数据显示，截至4月8日，德国累计确诊嚴重特殊傳染性肺炎107659例，较前一天新增4284例；累计死亡2017例，较前一天新增207例；累计治愈33300人，较前一天新增4600人。
据德国《每日镜报》实时统计数据显示，截至4月9日，德国累计确诊嚴重特殊傳染性肺炎病例113296例，较前一天新增5637例；累计死亡2349例，较前一天新增332例；累计治愈33300人。
德国《每日镜报》实时统计数据显示，截至4月10日，德国累计确诊嚴重特殊傳染性肺炎病例118181例，较前一天新增4885例；累计死亡2607例，较前一天新增258例；累计治愈46300人，较前一天新增13000人。
据德国《每日镜报》实时统计数据显示，截至4月11日，德国累计确诊嚴重特殊傳染性肺炎病例122215例，较前一天新增4034例；累计死亡2707例，较前一天新增100例；累计治愈49900人，较前一天新增3600人。
据德国《每日镜报》实时统计数据显示，截至4月12日，德国累计确诊嚴重特殊傳染性肺炎病例125452例，较前一天新增3237例；累计死亡2871例，较前一天新增164例；累计治愈49900人。
据德国《每日镜报》实时统计数据显示，截至4月13日，德国累计确诊嚴重特殊傳染性肺炎病例127854例，较前一天新增2402例；累计死亡3022例，较前一天新增151例；累计治愈60300人。
据德国《每日镜报》实时统计数据显示，截至4月14日，德国累计确診嚴重特殊傳染性肺炎病例130072例，较前一天新增2218例；累计死亡3194例，较前一天新增172例；累计治愈64300人。
据德国《每日镜报》实时统计数据显示，截至4月15日，德国累计确诊嚴重特殊傳染性肺炎病例132210例，较前一天新增2138例；累计死亡3495例，较前一天新增301例；累计治愈86100人。德国联邦与各州政府决定将社交限制措施至少延长至5月3日。
据德国《每日镜报》实时统计数据显示，截至4月16日，德国累计确诊嚴重特殊傳染性肺炎病例134753例，较前一天新增2543例；累计死亡3804例，较前一天新增309例；累计治愈68100人。
据德国《每日镜报》实时统计数据显示，截至4月17日，德国累计确诊嚴重特殊傳染性肺炎病例137698例，较前一天新增2945例；累计死亡4052例，较前一天新增248例；累计治愈72600人。
据德国《每日镜报》实时统计数据显示，截至4月18日，德国累计确诊嚴重特殊傳染性肺炎病例141397例，较前一天新增3699例；累计死亡4352例，较前一天新增300例；累计治愈81800人。
据德国《每日镜报》实时统计数据显示，截至4月19日，德国累计确诊嚴重特殊傳染性肺炎病例143475例，较前一天新增2078例；累计死亡4477例，较前一天新增125例；累计治愈81800人。
据德国《每日镜报》实时统计数据显示，截至4月20日，德国累计确诊嚴重特殊傳染性肺炎病例145184例，较前一天新增1709例；累计死亡4586例，较前一天新增109例；累计治愈81800人。德國部分商店開業。2020年的慕尼黑啤酒節取消。
据德国疾控机构罗伯特·科赫研究所统计，截至当地时间4月21日零时，德国累计确诊143457例嚴重特殊傳染性肺炎感染者，其中死亡4598例，痊愈约95200例。较前一日新增确诊1785例，新增死亡194例。
根据德国疾控机构罗伯特·科赫研究所的最新数据，截至4月22日零点，德国累计确诊嚴重特殊傳染性肺炎病例149160例，其中死亡5138例。另据罗伯特·科赫研究所估计，目前痊愈约108591人。
据德国《每日镜报》实时统计数据显示，截至当地时间4月23日，德国累计确诊嚴重特殊傳染性肺炎病例150648例，较前一天新增2195例，累计死亡5315，较前一天新增229例；累计治愈超过9.52万人。
据德国《每日镜报》实时统计数据显示，截至4月24日，德国累计确诊嚴重特殊傳染性肺炎病例153129例，较前一天新增2481例，累计死亡病例5575例，较前一天新增260例；累计治愈超10万人，达103300人。
据德国《每日镜报》实时统计数据显示，截至4月25日，德国累计确诊嚴重特殊傳染性肺炎病例154999例，较前一天新增1870例；累计死亡5760，较前一天新增445例；累计治愈超过103300人。
4月27日起，德国绝大多数州居民必須佩戴口罩才能進入商店或乘坐公共交通工具。
据德国《每日镜报》实时统计数据显示，截至4月26日，德国累计确诊新冠肺炎病例156418例，较前一天新增1419例；累计死亡病例5873例，较前一天新增113例；累计治愈超过103300人。
据德国《每日镜报》实时统计数据显示，截至4月27日，德国累计确诊新冠肺炎病例157770例，较前一天新增1352例，单日新增确诊病例数系3月22日以来最低；累计死亡病例5976例，较前一天新增103例；累计治愈109800人。
截至4月28日，德国累计确诊新冠肺炎病例158758例，较前一天新增988例，单日新增确诊病例数系3月17日以来首次降至1000例以下。
据德国《每日镜报》实时统计数据显示，截至4月29日，德国累计确诊新冠肺炎病例159735例，较前一天新增977例，单日新增确诊病例数系3月17日以来连续两天降至1000例以下；累计死亡病例6280例，较前一天新增64例；累计治愈117400人。
根据约翰斯·霍普金斯实时数据，截至当地时间4月30日，德国新冠肺炎累计确诊161173例，累计死亡6399例。确诊病例较前一日新增1438例，死亡病例新增119例。
根据约翰斯·霍普金斯实时数据，截至当地时间5月1日，德国新冠肺炎累计确诊163294例，累计死亡6670例.
根据德国dts通讯社实时数据，截至当地时间5月2日，德国新冠肺炎累计确诊164917例，累计死亡6870例.
根据德国dts通讯社实时数据，截至当地时间5月3日，德国新冠肺炎累计确诊165698例，累计死亡6938例.
根据德国dts通讯社实时数据，截至当地时间5月4日，德国新冠肺炎累计确诊166237例，累计死亡6978例.
根据德国dts通讯社实时数据，截至当地时间5月5日，德国新冠肺炎累计确诊166757例，累计死亡7054例.
根据德国dts通讯社实时数据，截至当地时间5月6日，德国新冠肺炎累计确诊167647例，累计死亡7259例.
根据德国dts通讯社实时数据，截至当地时间5月7日，德国新冠肺炎累计确诊168427例，累计死亡7336例.
根据德国dts通讯社实时数据，截至当地时间5月8日，德国新冠肺炎累计确诊169821例，累计死亡7449例.
根据德国dts通讯社实时数据，截至当地时间5月9日，德国新冠肺炎累计确诊171098例，累计死亡7560例.
根据德国dts通讯社实时数据，截至当地时间5月10日，德国新冠肺炎累计确诊172052例，累计死亡7646例.
根据德国dts通讯社实时数据，截至当地时间5月11日，德国新冠肺炎累计确诊172965例，累计死亡7661例.
根据德国dts通讯社实时数据，截至当地时间5月11日，德国新冠肺炎累计确诊173497例，累计死亡7760例.
根据德国dts通讯社实时数据，截至当地时间5月12日，德国新冠肺炎累计确诊173914例，累计死亡7834例.
根据德国dts通讯社实时数据，截至当地时间5月13日，德国新冠肺炎累计确诊175498例，累计死亡8015例.
据德国DTS通讯社实时统计数据，截至当地时间5月15日6时30分，德国累计确诊新冠肺炎病例175558例，较前一天同一时间新增664例。
据德国DTS通讯社实时统计数据，截至当地时间5月16日，德国累计确诊新冠肺炎病例176096例，累计死亡8093例。當天德国多个城市周爆发了反对新冠病毒防疫管控限制的游行。不過科隆出現支持管控的游行。柏林还出现了反对右翼和反对阴谋论的游行。
据德国DTS通讯社实时统计数据，截至当地时间5月17日，德国累计确诊新冠肺炎病例176860例，累计死亡8159例。
据德国DTS通讯社实时统计数据，截至当地时间5月18日，德国累计确诊新冠肺炎病例177376例，累计死亡8165例。
据德国DTS通讯社实时统计数据，截至当地时间5月19日，德国累计确诊新冠肺炎病例177744例，累计死亡8210例。
据德国DTS通讯社实时统计数据，截至当地时间5月20日，德国累计确诊新冠肺炎病例178499例，累计死亡8307例。
据德国DTS通讯社实时统计数据，截至当地时间5月21日，德国累计确诊新冠肺炎病例179163例，累计死亡8369例。
据德国DTS通讯社实时统计数据，截至当地时间5月22日，德国累计确诊新冠肺炎病例179665例，累计死亡8401例。
据德国DTS通讯社实时统计数据，截至当地时间5月23日，德国累计确诊新冠肺炎病例180329例，累计死亡8427例。
据德国DTS通讯社实时统计数据，截至当地时间5月24日，德国累计确诊新冠肺炎病例180748例，累计死亡8463例。
据德国DTS通讯社实时统计数据，截至当地时间5月25日，德国累计确诊新冠肺炎病例181033例，累计死亡8479例。
据德国DTS通讯社实时统计数据，截至当地时间5月26日，德国累计确诊新冠肺炎病例181279例，累计死亡8512例。
据德国DTS通讯社实时统计数据，截至当地时间5月27日，德国累计确诊新冠肺炎病例181902例，累计死亡8548例。
据德国DTS通讯社实时统计数据，截至当地时间5月28日，德国累计确诊新冠肺炎病例182355例，累计死亡8602例。
据德国DTS通讯社实时统计数据，截至当地时间5月29日，德国累计确诊新冠肺炎病例182940例，累计死亡8650例。
据德国DTS通讯社实时统计数据，截至当地时间5月30日，德国累计确诊新冠肺炎病例183424例，累计死亡8687例。
6月15日起，德國取消对欧洲国家的旅行警告，同時開放與鄰國的邊境。
6月17日，德国滕尼斯肉联厂发生大规模感染，造成至少657人确诊，疫情发生后该厂随即关闭，并对约7000人采取隔离措施。此外，北威州居特斯洛县所有学校和幼儿园均将关闭至暑假。中国海关已决定暂停其产品对华出口。
8月29日，约3.8万德国人在柏林街头抗议，抗議柏林当局针对新冠肺炎疫情的限制措施。
10月21日，德國衛生部長感染COVID-19病毒。
10月28日，德国总理默克爾宣布，已與全國16個州政府達成共識，同意在11月2日起封城4周，務求阻止疫情繼續擴散。
12月16日起至2021年1月10日，德國“部分封城”措施升级为“硬性封城”。在此期间，除食品超市外的大部分零售业商铺必须关闭，中小学幼儿园必須停课。此後封城措施時間不斷延長。
2021年11月4日和5日，德國单日新增确诊病例数连续两日刷新纪录。
2021年10月11日，德國聯邦衛生部轄下疾病控制機構羅伯特‧科赫研究所（Robert Koch Institute）表示，過去24小時新增確診病例達5萬196起，是德國首度日增病例超過5萬例。
2022年3月18日，德国议会決定取消該國大部分的新冠防疫措施，人們僅在公共交通工具、医院和护理机构中必須戴口罩。
2022年4月4日，德国联邦卫生部決定從5月1日起決定感染新冠病毒者不再由卫生部门指定居家隔离，此後感染者可以自己選擇是否隔离。4月6日，德国联邦卫生部部長又表示不隔离的做法是錯誤的，不會實行。

## 扩散至其他国家和地区
哈萨克斯坦
3月13日，两位刚从德国返回阿拉木图的哈萨克斯坦公民被确诊感染了2019冠状病毒病。

## 爭議

### 截留他國醫療物資
隨著德國疫情越趨嚴重，3月4日開始禁止出口防疫醫療物資，以確保國内供應。瑞士作爲歐洲内陸國家，本地沒有相關防疫醫療產業，需要從境外采購防疫的醫療物資。3月7日瑞士《新蘇黎世報》等本地媒體在3月7日報道，瑞士購買的24萬個防疫用口罩在德國入境瑞士期間被扣押。引發瑞士政府緊急召見了德國駐瑞士大使表達不滿，瑞士聯邦經濟事務部亦表示這已經不是第一次發生。然而數日後，德國又攔截了瑞士的手術手套，使得瑞士再次向德國發出抗議。
意大利訂購的83萬口罩在運輸過境德國時也被扣留，之後人間蒸發，引起意大利強烈不滿。
德國另一個鄰國奧地利亦是内陸國家，《信使報》（Kurier）亦有報導表示滿載口罩的卡車在德奧邊境遭到攔截，禁止出境。

### 隱私問題
隨著德國疫情擴散，德國羅伯特·科赫研究所開始使用德国电信的手機數據來分析人群的總體流動趨勢，《德國商报》認爲這是侵犯公民權利，幾周前還在批評中國侵犯人權，現在開始支持，是一個危險的趨勢。

### 檢測問題
法廣質疑德國死亡率極低，有可能是因爲與意大利和法國相比，德國不對已死的人進行新冠病毒測檢。